# Cavadinești
Cavadinești is een Roemeense gemeente in het district Galați.
Cavadinești telt 3131 inwoners.